# Santa Helena, Ascensão e Tristão da Cunha
Santa Helena, Ascensão e Tristão da Cunha é um território britânico ultramarino, sendo constituído pelas ilhas de Santa Helena, Ascensão, Gonçalo Álvares (ou Gough) e pelo grupo de Tristão da Cunha. Está localizado no centro do oceano Atlântico Sul, a meio caminho entre a América do Sul e a África. Até 1 de setembro de 2009, quando entrou em vigor uma nova constituição que deu igualdade de estatuto dentro do território entre as três ilhas, o território era conhecido por Santa Helena e Dependências, sendo informalmente chamado apenas Santa Helena.
O território é conhecido em todo o mundo por abrigar a estratégica Base Aérea da Ilha de Ascensão, além de ter sido o local do exílio de Napoleão Bonaparte, que esteve aprisionado na ilha de Santa Helena durante os seus últimos cinco anos de vida (de 1815 a 1821).
Já o arquipélago de Tristão da Cunha é notoriamente conhecido por ser a região habitada mais remota da Terra.

## Divisões administrativas
Administrativamente, o território está dividido em três áreas, cada uma governada por um conselho. O governador do território preside ao Conselho Legislativo de Santa Helena, enquanto é representado por administradores em Ascensão e em Tristão da Cunha, que por sua vez presidem aos conselhos de cada uma das ilhas.
| Área Administrativa | Área km² | População | Centro administrativo    | Código ISO |
| ------------------- | -------- | --------- | ------------------------ | ---------- |
| Santa Helena        | 122      | 4 255     | Jamestown                | SH         |
| Ascensão            | 88       | 1 122     | Georgetown               | AC         |
| Tristão da Cunha    | 207      | 284       | Edimburgo dos Sete Mares | TA         |
| Total               | 420      | 5 661     | Jamestown                | SH         |

## História

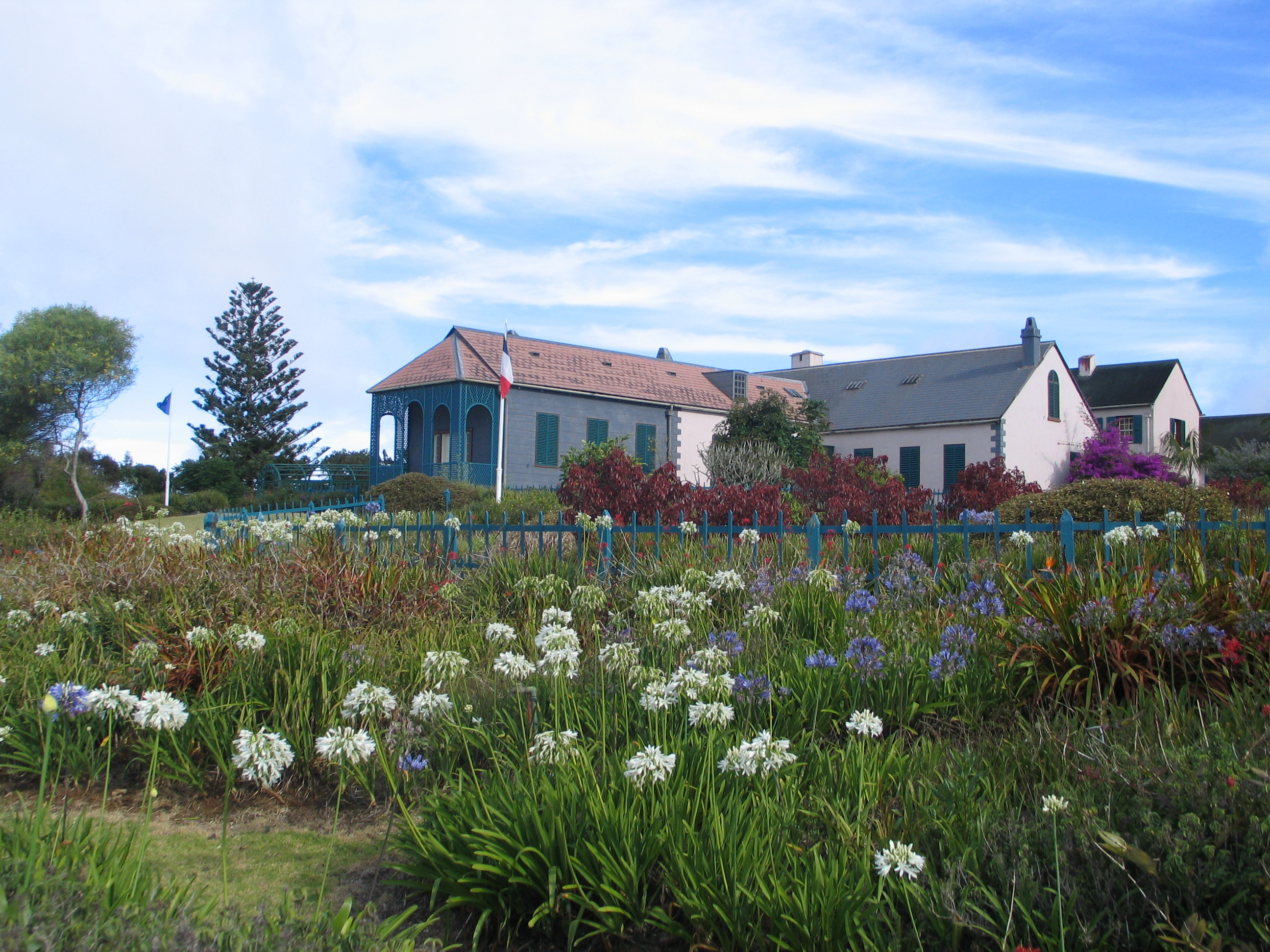
A Longwood House, onde Napoleão Bonaparte residiu durante boa parte do seu exílio em Santa Helena.

Geologicamente, todas de origem vulcânica, as ilhas de Santa Helena, Ascensão e Tristão da Cunha foram todas antigas colónias separadas pertencentes à coroa inglesa, apesar de terem sido todas descobertas por diferentes navegadores portugueses entre 1502 e 1504. Os portugueses acharam-nas desabitadas, com abundância de árvores e água potável. Importaram gado, árvores de fruta e vegetais e construíram uma capela e uma ou duas casas. Apesar de não terem uma população permanente, as ilhas foram-se tornando crucialmente importantes para a recolha de comida e água, e como ponto de encontro para os navios regressados da Ásia.
O inglês Francis Drake, muito provavelmente terá colocado a ilha na volta final da sua circum-navegação do mundo (1577–1580). Seguir-se-iam novas visitas de exploradores ingleses, e a partir do ponto em que a localização de Santa Helena se tornou bem definida nos mapas, barcos de guerra ingleses começaram a utilizar o local para emboscadas aos navios portugueses vindos da Índia. Ao desenvolverem comércio no Extremo Oriente, também os neerlandeses começaram a frequentar a ilha.
A República das Províncias Unidas inicialmente reivindicou Santa Helena em 1633, não se instalando no entanto na ilha. A reivindicação inglesa data da suposta visita por parte de Francis Drake. Em 1657, Oliver Cromwell autoriza a Companhia Inglesa das Índias Orientais a governar Santa Helena, e no ano seguinte a mesma companhia decide fortificar a ilha e colonizá-la com plantadores. O primeiro governador, o capitão John Dutton, chegou em 1659, e é com base nesta data que Santa Helena afirma ser a segunda mais antiga (restante) colónia britânicas (depois da Bermudas). Um forte foi construído e foram construídas casas. Após a restauração da monarquia inglesa em 1660, a Companhia das Índias Orientais recebeu um Decreto Real dando-lhe o direito exclusivo de fortificação e colonização da ilha. O forte seria renomeado James Fort e a cidade Jamestown, em honra do Duque de Iorque e herdeiro aparente, mas tarde Jaime II de Inglaterra.

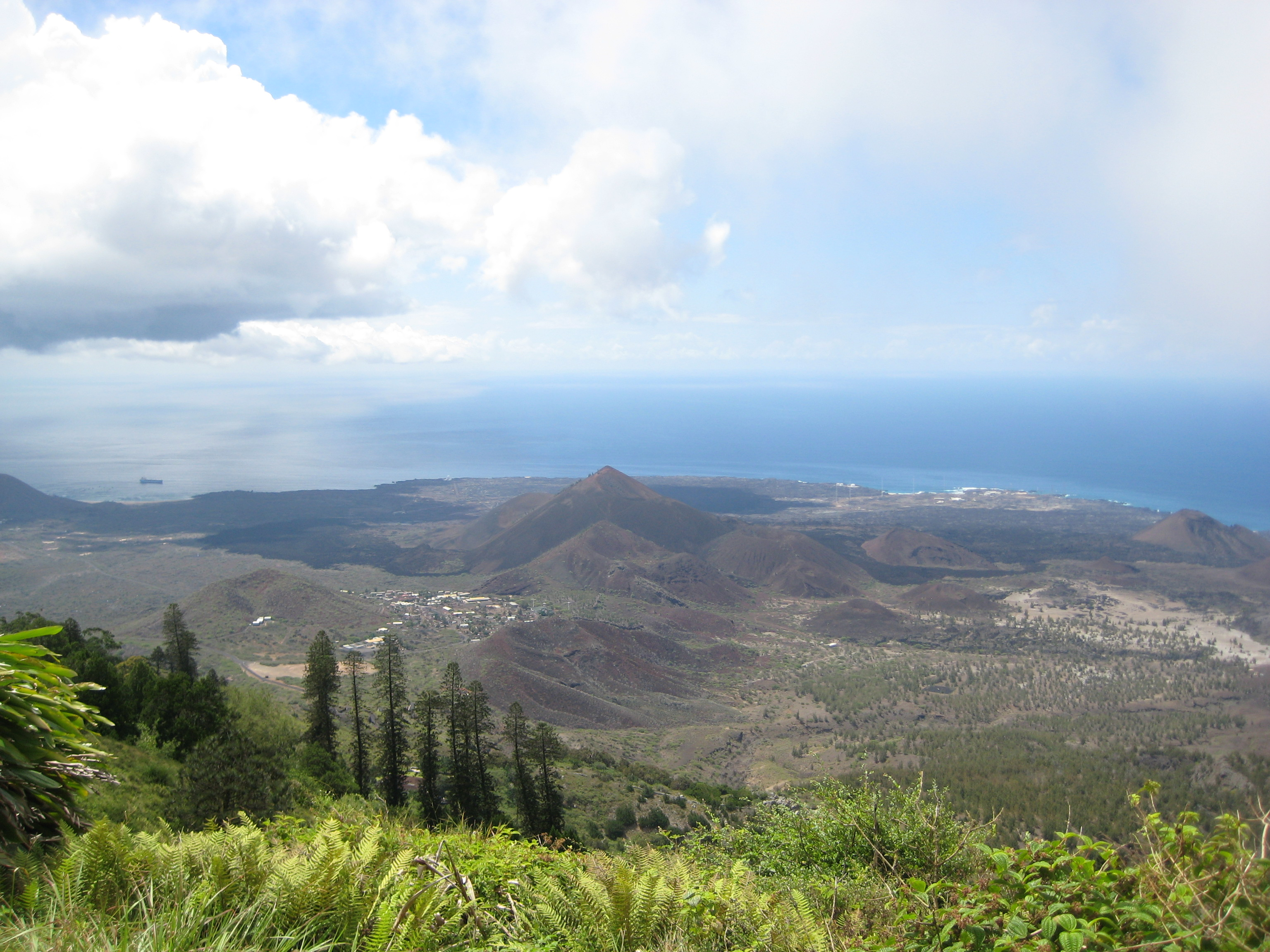
Panorama da ilha de Ascensão.

Em manobras geopolíticas subsequentes, as outras ilhas eventualmente passaram para o recém-criado Reino Unido, enquanto o Império Britânico se transformava numa potência colonial mundial. A ilha mais importante e a primeira a ser colonizada, Santa Helena, havia sido governada pela Companhia das Índias Orientais desde 1659, e tornar-se-ia uma colónia da coroa a 28 de agosto de 1833. A desabitada ilha da Ascensão foi ocupada por militares da Royal Navy a 22 de outubro de 1815, quando a sua localização na nas águas calmas equatoriais se tornou menos importante relativamente à sua importância estratégica como uma estação de abastecimento de carvão centralmente posicionada. Por razões semelhantes Tristão da Cunha foi anexada como dependência da Colónia do Cabo (África do Sul Britânica) a 14 de agosto de 1816 no final das Guerras Napoleónicas.
A união entre estas colónias começou a tomar forma a 12 de setembro de 1922, quando Ascensão se tornou dependência de Santa Helena por carta-patente. Pouco povoada, Tristão da Cunha, ainda hoje pouco mais do que um posto avançado com uma população de menos de 300 pessoas, seguiu-se a 12 de janeiro de 1938. Estes três grupos de ilhas partilhariam esta relação constitucional até 1 de setembro de 2009, quando as dependências foram elevadas a um estatuto de igualdade com Santa Helena e o nome do território mudou de "Santa Helena e Dependências" para "Santa Helena, Ascensão e Tristão da Cunha".
Durante os anos da batalha do Atlântico da Segunda Guerra Mundial e nos anos seguintes de combate contra a ameaça dos U-Boats no Atlântico, as ilhas de Santa Helena e Ascensão foram utilizadas como "bases de apoio" pelas forças aliadas.

## Galeria

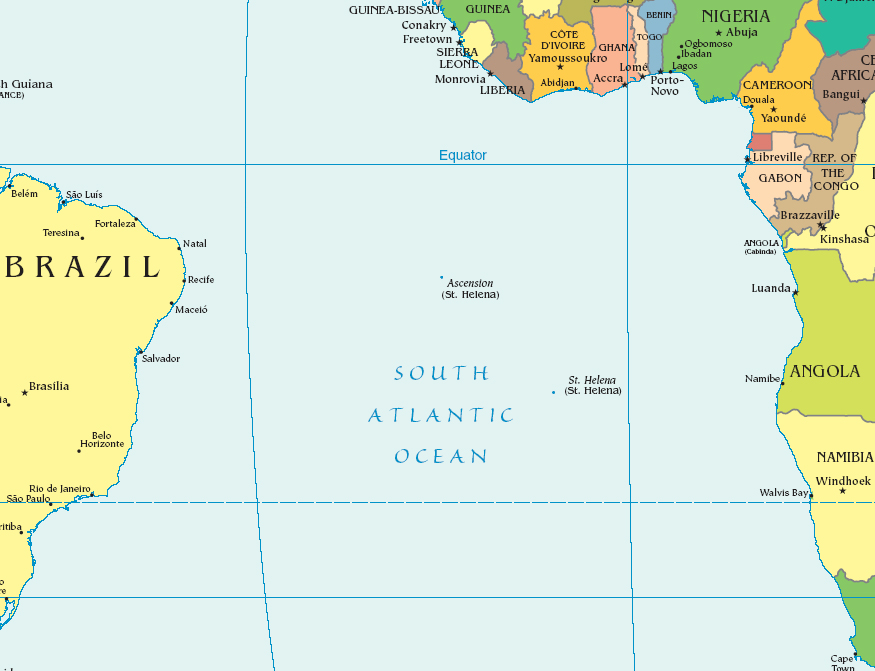
Localização das ilhas de Ascensão e de Santa Helena no Atlântico Sul.
Mapa da ilha de Ascensão.
Mapa da ilha de Santa Helena.
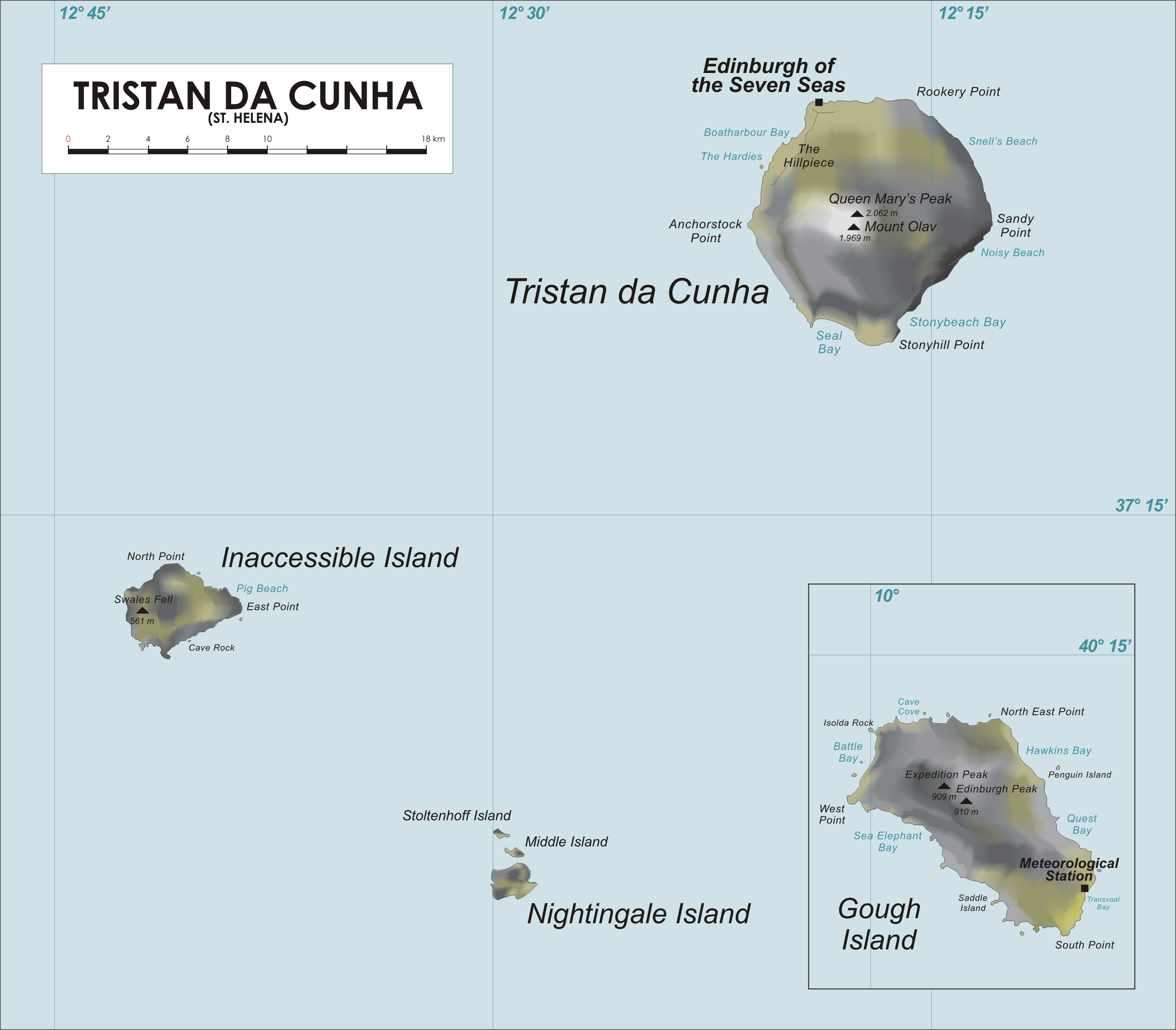
Mapa do grupo de Tristão da Cunha (incluindo a ilha de Gonçalo Álvares).
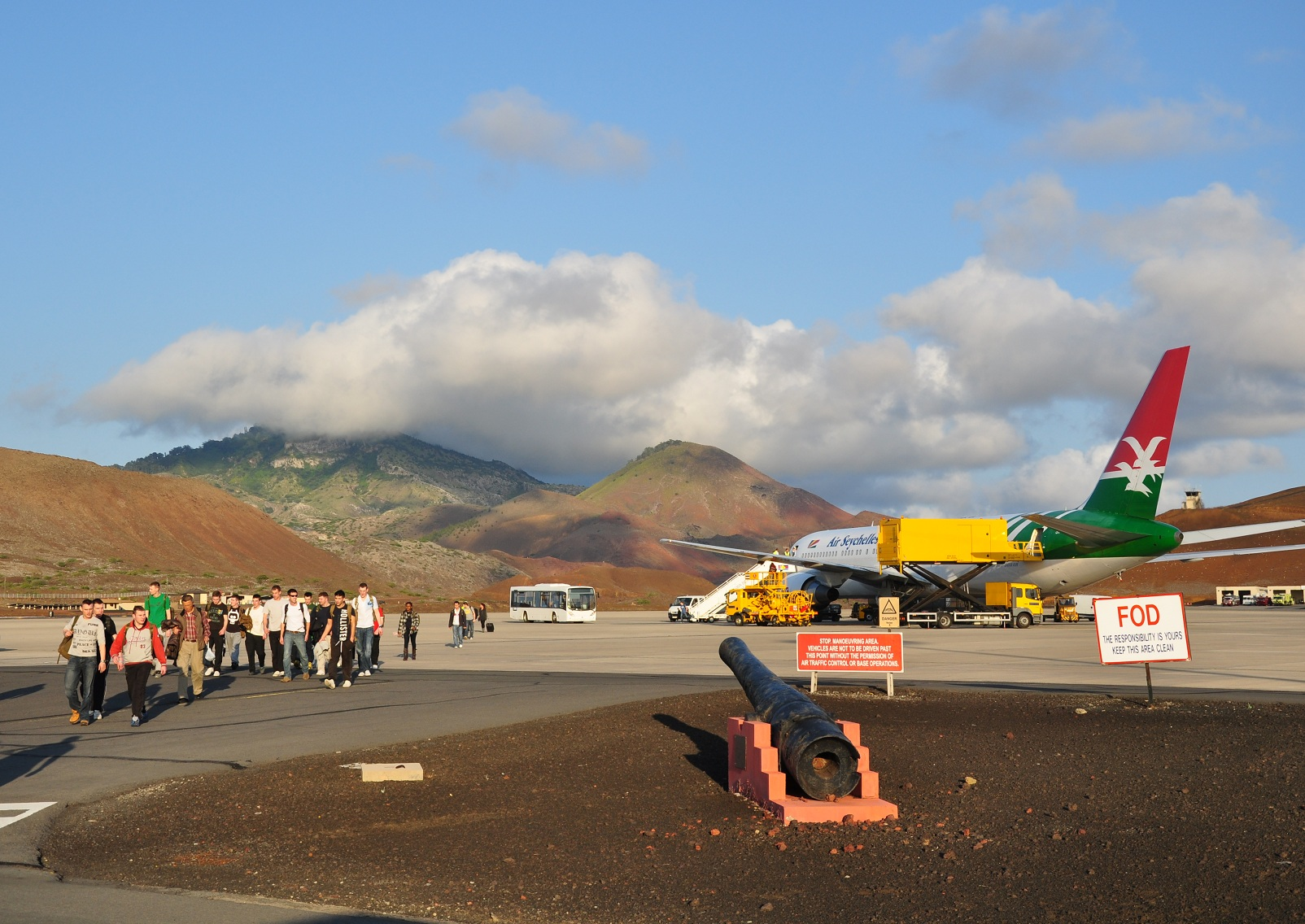
A Base Aérea da ilha de Ascensão, localizada na ilha homônima.
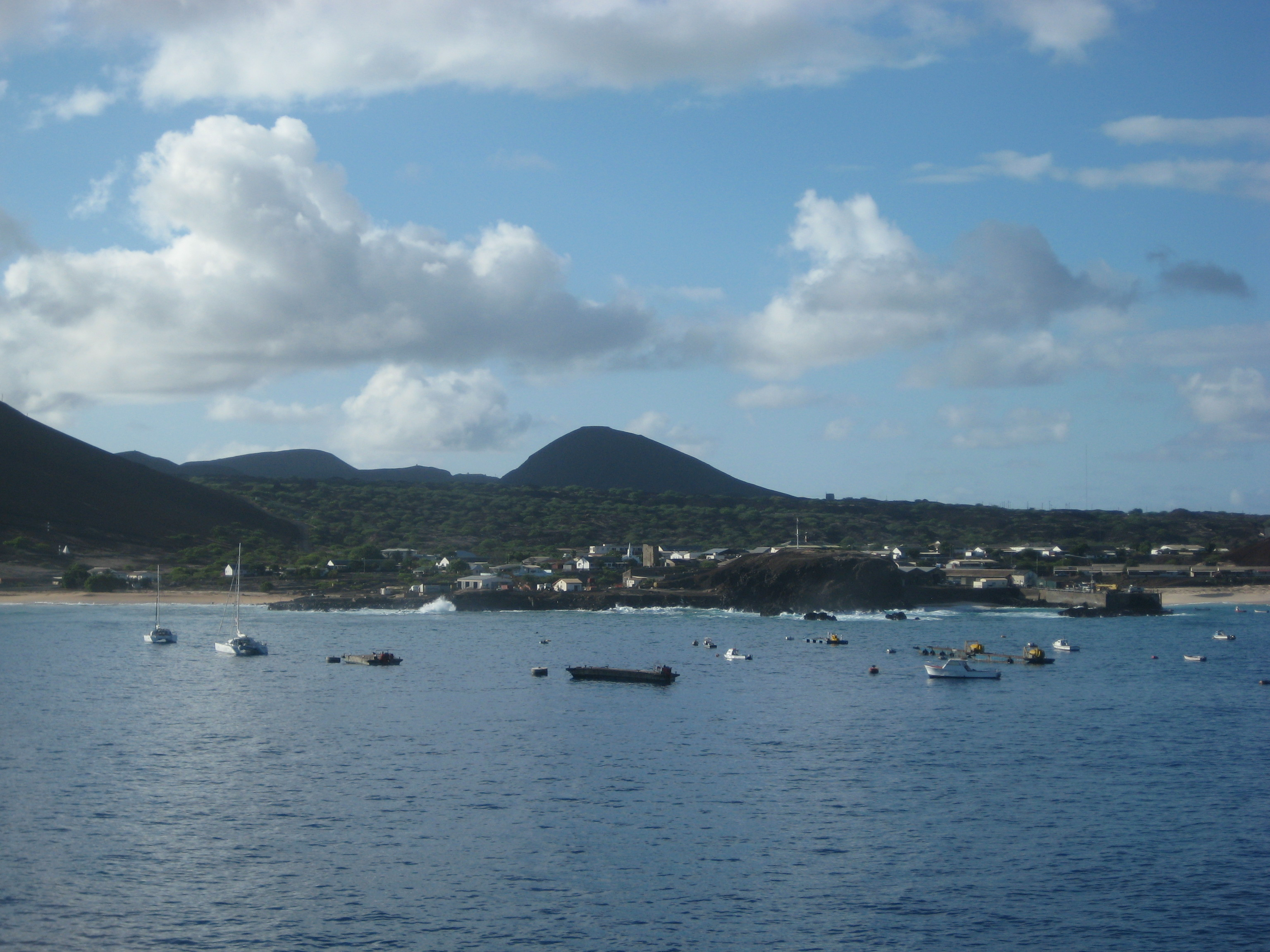
A capital da ilha de Ascensão, Georgetown.
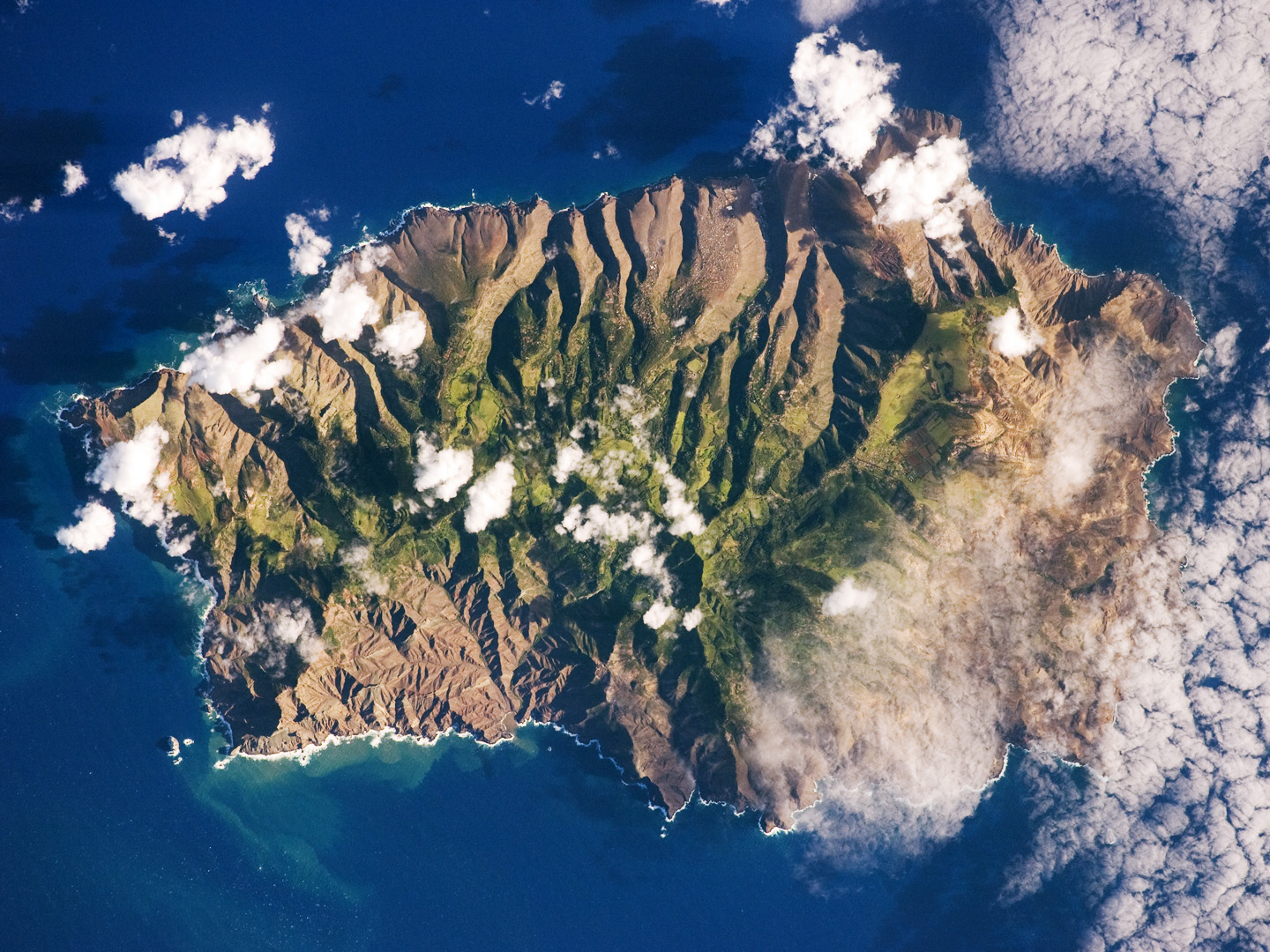
Imagem da ilha de Santa Helena, tirada a bordo da Estação Espacial Internacional (ISS).
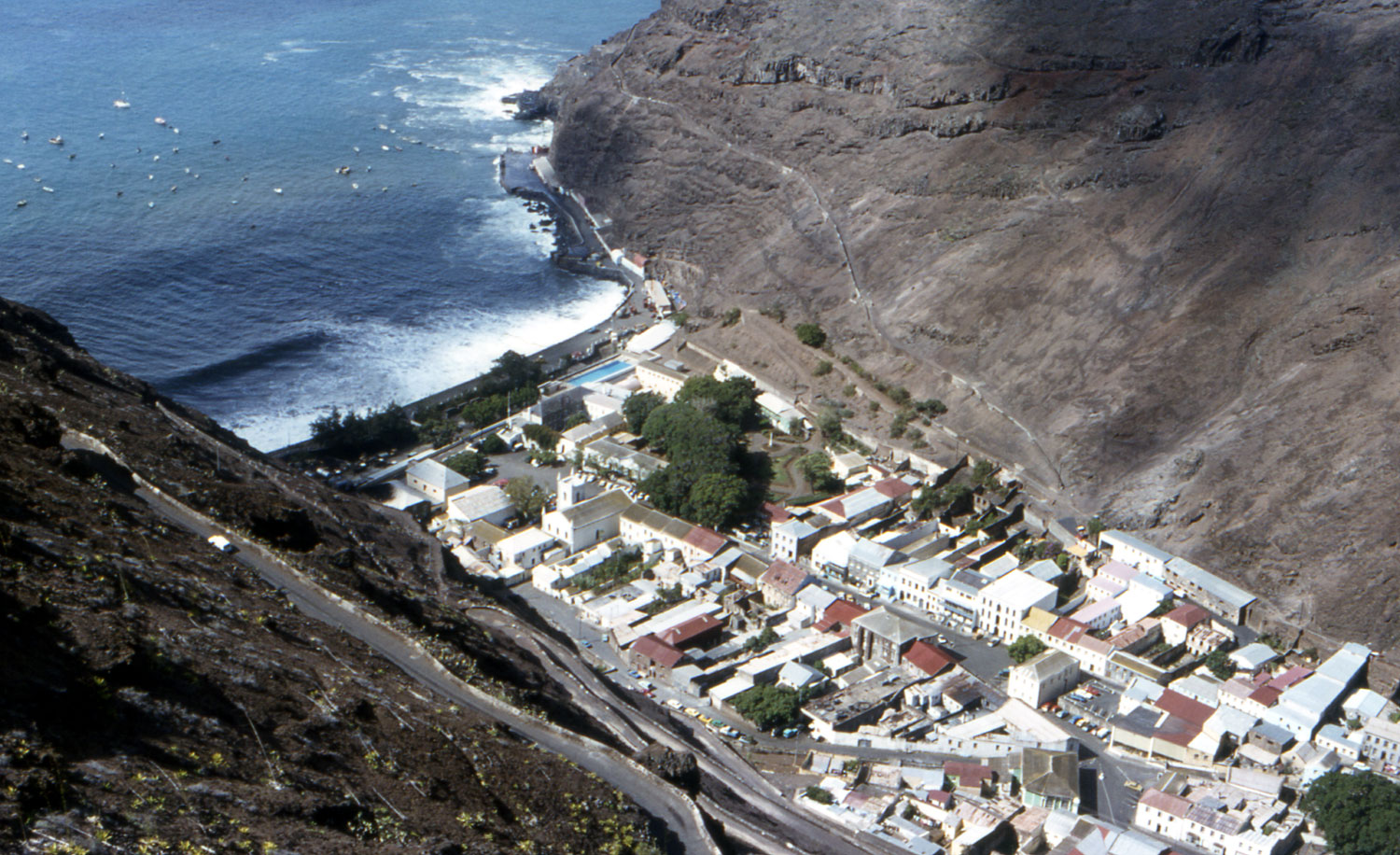
A capital do território, Jamestown.
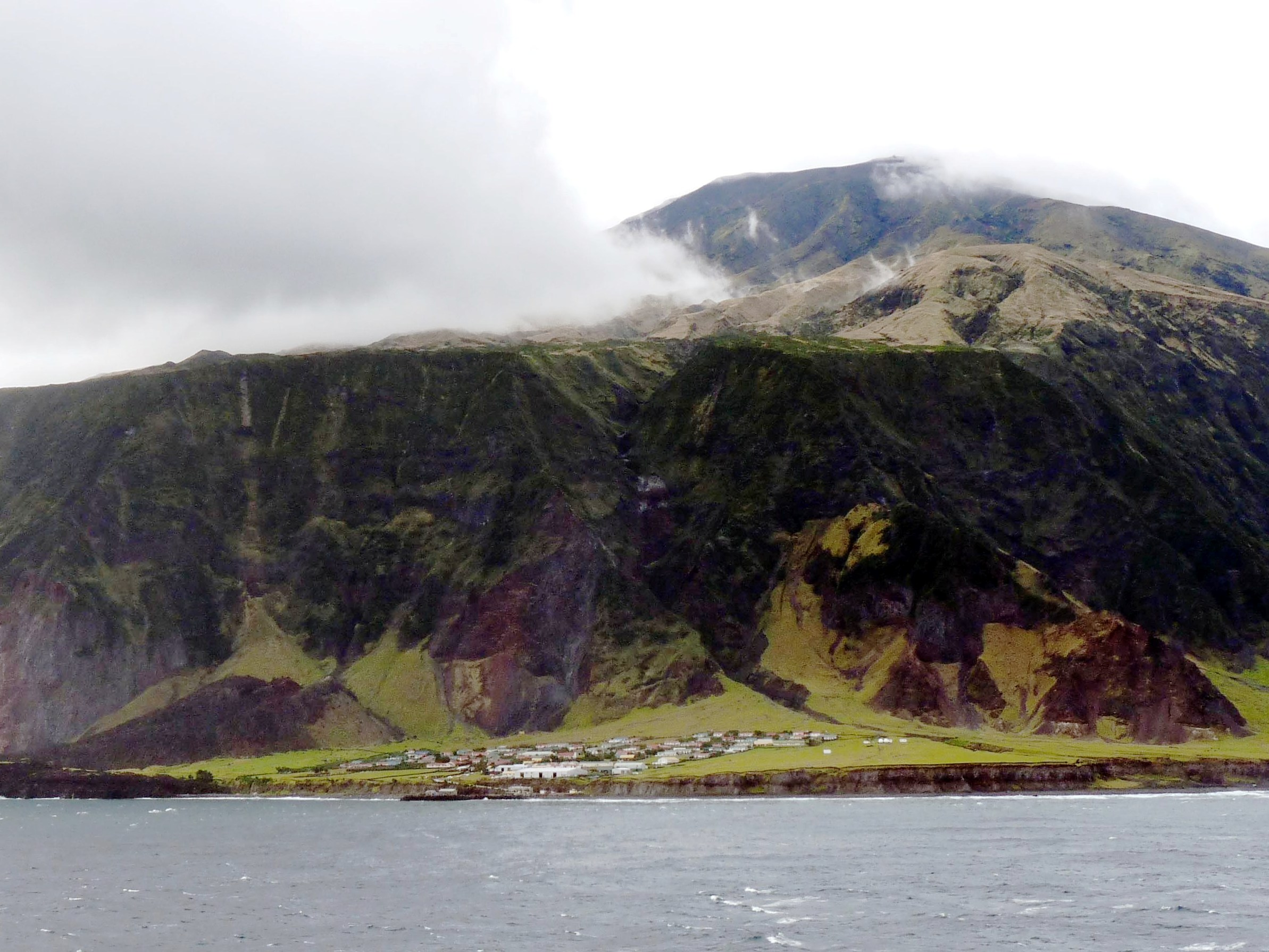
A ilha de Tristão da Cunha, com vista para o Queen Mary's Peak e para o pequeno povoado de Edimburgo dos Sete Mares.
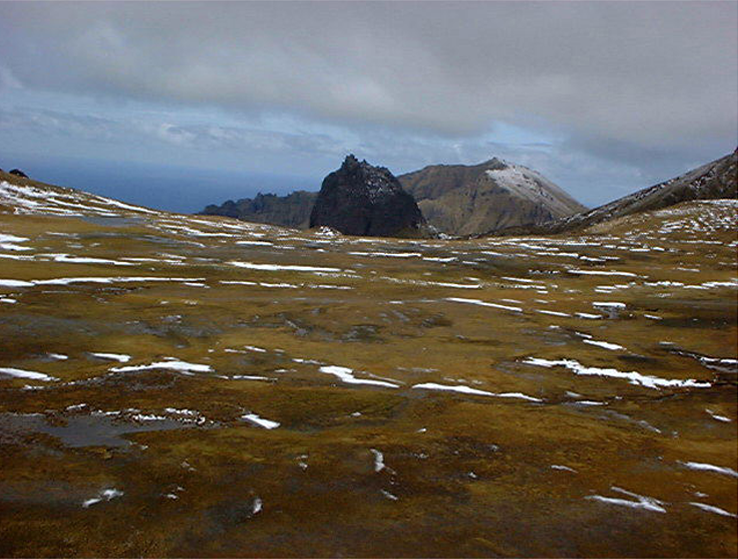
Panorama da ilha de Gonçalo Álvares (ou ilha Gough).